# Vitaly Daraselia
Vitaly Kukhinovich Daraselia (en georgiano: ვიტალი დარასელია, en ruso: Виталий Кухинович Дараселия; 9 de octubre de 1957 – 13 de diciembre de 1982) fue un futbolista internacional soviético de Georgia y orígenes abjasios que jugó como centrocampista. Daraselia desarrolló toda su carrera futbolística en el FC Dinamo Tbilisi con el que se proclamó campeón de liga en 1978 y de la Recopa de Europa en 1981. Falleció trágicamente en un accidente de tráfico a los 25 años de edad.

## Carrera profesional
Vitaly Daraselia inició su carrera en el Amirani Ochamchire de su ciudad natal en 1974, pero al año siguiente fue fichado por el FC Dinamo Tbilisi. Con el equipo de la capital, Daraselia consiguió sus mayores éxitos deportivos. En 1978 logró proclamarse con su equipo campeón de la liga soviética y destronar el tradicional dominio de los clubes rusos y ucranianos. También fue campeón en dos ocasiones de la Copa de la Unión Soviética.
Sin embargo, su momento más recordado fue en la final de la Recopa de Europa en el Rheinstadion de Düsseldorf ante el FC Carl Zeiss Jena, el 13 de mayo de 1981, cuando anotó el gol de la victoria para el Dinamo a falta de tres minutos para acabar el partido (2-1). Con ese gol, el Dinamo consiguió el primer y, hasta ahora, único título europeo del fútbol georgiano.
En 1982 fue convocado con la selección de la Unión Soviética para disputar su primera Copa del Mundo en España. Poco después, el 13 de diciembre de ese mismo año, Vitaly Daraselia falleció en un accidente de tráfico en la localidad georgiana de Zestaponi, cuando contaba con 25 años de edad y se encontraba en el mejor momento de su carrera futbolística. Su coche se precipitó desde un acantilado hasta un río. Su cuerpo fue arrastrado y quedó completamente enterrado en la arena. Fue encontrado 13 días después gracias a un perro de búsqueda y rescate. A su entierro en el cementerio de su natal Ochamchira asistieron 50.000 personas. En su honor, el estadio de dicha ciudad lleva su nombre.

## Palmarés
- Soviet Top Liga: 1978
- Copa de la Unión Soviética: 1976, 1979
- Recopa de Europa: 1981